# Liste der Städte und Gemeinden in Schleswig-Holstein

Kommunale Gliederung des Landes Schleswig-Holstein (Stand 1. Januar 2013)

Die Liste der Städte und Gemeinden in Schleswig-Holstein enthält die Städte und Gemeinden im deutschen Land Schleswig-Holstein. Es besteht aus insgesamt
- 1104 politisch selbstständigen Gemeinden (Stand: 1. Januar 2024).[1]

Diese verteilen sich wie folgt:
- 0063 Städte, darunter
  - 0004 kreisfreie Städte, darunter die Landeshauptstadt Kiel,
  - 0002 Große kreisangehörige Städte,
  - 0041 sonstige amtsfreie Städte (sie erledigen alle Aufgaben in eigener Zuständigkeit),
  - 0004 sonstige amtsfreie Städte, die Teil einer Verwaltungsgemeinschaft sind,
  - 0012 Städte in Ämtern,
- 1041 sonstige Gemeinden, darunter
  - 0021 amtsfreie Gemeinden,
  - 0012 amtsfreie Gemeinden, die Teil einer Verwaltungsgemeinschaft sind,
  - 1008 Gemeinden in Ämtern,

1020 Gemeinden, davon 12 Städte, haben sich zur Erledigung ihrer Verwaltungsgeschäfte in 83 Ämtern zusammengeschlossen. Zwei Ämter sind davon kreisübergreifend: das Amt Großer Plöner See (seit dem 1. Januar 2007) und das Amt Itzstedt (seit dem 1. Januar 2008).
Des Weiteren bestehen in Schleswig-Holstein zwei unbewohnte Forstgutsbezirke (gemeindefreie Gebiete): Buchholz und Sachsenwald.

## Kreisfreie Städte
(sind in der nachfolgenden alphabetischen Liste aller Gemeinden Schleswig-Holsteins ebenfalls enthalten):
| - Flensburg | - Kiel, Landeshauptstadt | - Lübeck, Hansestadt | - Neumünster |

## „Große kreisangehörige Städte“
(sind in der nachfolgenden alphabetischen Liste aller Gemeinden Schleswig-Holsteins ebenfalls enthalten):
| - Elmshorn | - Norderstedt |

## Amtsfreie Gemeinden
(sind in der nachfolgenden alphabetischen Liste aller Gemeinden Schleswig-Holsteins ebenfalls enthalten):
fett = Städte, kursiv = in Verwaltungsgemeinschaften
| - Ahrensbök - Ahrensburg - Altenholz - Ammersbek - Ascheberg (Holstein) - Bad Bramstedt - Bad Oldesloe - Bad Schwartau - Bad Segeberg - Bargteheide - Barmstedt - Barsbüttel - Bönebüttel - Bönningstedt - Bösdorf - Brunsbüttel - Büdelsdorf - Dahme - Eckernförde - Ellerau - Elmshorn - Eutin - Fehmarn - Friedrichstadt - Geesthacht - Glinde - Glücksburg (Ostsee) | - Glückstadt - Grömitz - Großhansdorf - Grube - Halstenbek - Handewitt - Harrislee - Hasloh - Heide - Heiligenhafen - Helgoland - Henstedt-Ulzburg - Husum - Itzehoe - Kaltenkirchen - Kappeln - Kellenhusen (Ostsee) - Kronshagen - Lauenburg/Elbe - Malente - Mölln - Neustadt in Holstein - Norderstedt - Oldenburg in Holstein - Oststeinbek - Pinneberg - Plön | - Preetz - Quickborn - Ratekau - Ratzeburg - Reinbek - Reinfeld (Holstein) - Rellingen - Rendsburg - Reußenköge - Scharbeutz - Schenefeld - Schleswig - Schwarzenbek - Schwentinental - Stockelsdorf - Süsel - Sylt - Timmendorfer Strand - Tönning - Tornesch - Uetersen - Wahlstedt - Wasbek - Wedel - Wentorf bei Hamburg - Wilster |

## Gemeinden
Alle politisch selbständigen Gemeinden in Schleswig-Holstein (Städte sind fett dargestellt):

### A
- Aasbüttel
- Achterwehr
- Achtrup
- Aebtissinwisch
- Agethorst
- Ahlefeld-Bistensee
- Ahneby
- Ahrensbök
- Ahrensburg
- Ahrenshöft
- Ahrenviöl
- Ahrenviölfeld
- Albersdorf
- Albsfelde
- Alkersum
- Almdorf
- Alt Bennebek
- Alt Duvenstedt
- Altenhof
- Altenholz
- Altenkrempe
- Altenmoor
- Alt-Mölln
- Alveslohe
- Ammersbek
- Appen
- Arkebek
- Arlewatt
- Armstedt
- Arnis
- Arpsdorf
- Ascheberg (Holstein)
- Ascheffel
- Aukrug
- Aumühle
- Ausacker
- Auufer
- Aventoft
- Averlak

### B
- Bad Bramstedt
- Badendorf
- Bad Oldesloe
- Bad Schwartau
- Bad Segeberg
- Bahrenfleth
- Bahrenhof
- Bäk
- Bälau
- Bargenstedt
- Bargfeld-Stegen
- Bargstall
- Bargstedt
- Bargteheide
- Bargum
- Bark
- Barkelsby
- Barkenholm
- Barlt
- Barmissen
- Barmstedt
- Barnitz
- Barsbek
- Barsbüttel
- Basedow
- Basthorst
- Bebensee
- Behlendorf
- Behrendorf
- Behrensdorf (Ostsee)
- Beidenfleth
- Bekdorf
- Bekmünde
- Belau
- Beldorf
- Bendfeld
- Bendorf
- Bergenhusen
- Bergewöhrden
- Beringstedt
- Berkenthin
- Beschendorf
- Besdorf
- Besenthal
- Bevern
- Bilsen
- Bimöhlen
- Bissee
- Blekendorf
- Bliestorf
- Blomesche Wildnis
- Blumenthal
- Blunk
- Böel
- Bohmstedt
- Böhnhusen
- Bokel (bei Rendsburg)
- Bokel (Kr. Pinneberg)
- Bokelrehm
- Bokholt-Hanredder
- Bokhorst
- Böklund
- Boksee
- Bollingstedt
- Bondelum
- Bönebüttel
- Bönningstedt
- Boostedt
- Bordelum
- Bordesholm
- Boren
- Borgdorf-Seedorf
- Borgstedt
- Borgsum
- Borgwedel
- Börm
- Bornholt
- Bornhöved
- Börnsen
- Borsfleth
- Borstel (Holstein)
- Borstel-Hohenraden
- Borstorf
- Bosau
- Bosbüll
- Bösdorf
- Bothkamp
- Bovenau
- Böxlund
- Braak
- Braderup
- Brammer
- Bramstedtlund
- Brande-Hörnerkirchen
- Bredenbek
- Bredstedt
- Breiholz
- Breitenberg
- Breitenburg
- Breitenfelde
- Brekendorf
- Breklum
- Brickeln
- Brinjahe
- Brodersby
- Brodersby-Goltoft
- Brodersdorf
- Brokdorf
- Brokstedt
- Bröthen
- Brügge
- Brunsbek
- Brunsbüttel
- Brunsmark
- Brunstorf
- Büchen
- Buchholz (Dithmarschen)
- Buchholz (bei Ratzeburg)
- Buchhorst
- Büdelsdorf
- Bühnsdorf
- Bullenkuhlen
- Bünsdorf
- Bunsoh
- Burg (Dithmarschen)
- Busdorf
- Busenwurth
- Büsum
- Büsumer Deichhausen
- Büttel

### C
- Christiansholm
- Christinenthal

### D
- Dagebüll
- Dägeling
- Dahme
- Dahmker
- Daldorf
- Dalldorf
- Damendorf
- Damlos
- Dammfleth
- Damp
- Damsdorf
- Dänischenhagen
- Dannau
- Dannewerk
- Dassendorf
- Dätgen
- Delingsdorf
- Dellstedt
- Delve
- Dersau
- Diekhusen-Fahrstedt
- Dingen
- Dobersdorf
- Dollerup
- Dörnick
- Dörphof
- Dörpling
- Dörpstedt
- Drage (Nordfriesland)
- Drage (Steinburg)
- Dreggers
- Drelsdorf
- Düchelsdorf
- Dunsum
- Duvensee

### E
- Eckernförde
- Ecklak
- Eddelak
- Eggebek
- Eggstedt
- Ehndorf
- Einhaus
- Eisendorf
- Elisabeth-Sophien-Koog
- Ellerau
- Ellerbek
- Ellerdorf
- Ellerhoop
- Ellhöft
- Ellingstedt
- Elmenhorst (Lauenburg)
- Elmenhorst (Stormarn)
- Elmshorn
- Elpersbüttel
- Elsdorf-Westermühlen
- Elskop
- Embühren
- Emkendorf
- Emmelsbüll-Horsbüll
- Engelbrechtsche Wildnis
- Enge-Sande
- Epenwöhrden
- Erfde
- Escheburg
- Esgrus
- Eutin

### F
- Fahrdorf
- Fahren
- Fahrenkrug
- Fargau-Pratjau
- Fedderingen
- Fehmarn
- Felde
- Feldhorst
- Felm
- Fiefbergen
- Fitzbek
- Fitzen
- Fleckeby
- Flensburg
- Flintbek
- Fockbek
- Föhrden-Barl
- Fredeburg
- Fredesdorf
- Freienwill
- Fresendelf
- Frestedt
- Friedrichsgabekoog
- Friedrichsgraben
- Friedrichsholm
- Friedrichskoog
- Friedrichstadt
- Friedrich-Wilhelm-Lübke-Koog
- Fuhlendorf
- Fuhlenhagen

### G
- Galmsbüll
- Gammelby
- Garding
- Gaushorn
- Geesthacht
- Gelting
- Geltorf
- Geschendorf
- Gettorf
- Giekau
- Giesensdorf
- Glasau
- Glinde
- Glücksburg (Ostsee)
- Glückstadt
- Glüsing
- Gnutz
- Göhl
- Gokels
- Goldebek
- Goldelund
- Göldenitz
- Gönnebek
- Goosefeld
- Göttin
- Grabau (Lauenburg)
- Grabau (Stormarn)
- Grambek
- Grande
- Grauel
- Grebin
- Gremersdorf
- Grevenkop
- Grevenkrug
- Gribbohm
- Grinau
- Gröde
- Grödersby
- Grömitz
- Grönwohld
- Großbarkau
- Groß Boden
- Groß Buchwald
- Groß Disnack
- Großenaspe
- Großenbrode
- Großenrade
- Großensee
- Großenwiehe
- Groß Grönau
- Großhansdorf
- Großharrie
- Groß Kummerfeld
- Groß Niendorf
- Groß Nordende
- Groß Offenseth-Aspern
- Groß Pampau
- Groß Rheide
- Groß Rönnau
- Groß Sarau
- Groß Schenkenberg
- Großsolt
- Groß Vollstedt
- Groß Wittensee
- Grothusenkoog
- Grove
- Groven
- Grube
- Grundhof
- Güby
- Gudendorf
- Gudow
- Gülzow
- Güster

### H
- Haale
- Haby
- Hadenfeld
- Hagen
- Hallig Hooge
- Halstenbek
- Hamberge
- Hamdorf
- Hamfelde (Lauenburg)
- Hamfelde (Stormarn)
- Hammoor
- Hamwarde
- Hamweddel
- Handewitt
- Hanerau-Hademarschen
- Hardebek
- Harmsdorf (Lauenburg)
- Harmsdorf (Ostholstein)
- Harrislee
- Hartenholm
- Haselau
- Haseldorf
- Haselund
- Hasenkrug
- Hasenmoor
- Hasloh
- Hasselberg
- Haßmoor
- Hattstedt
- Hattstedtermarsch
- Havekost
- Havetoft
- Hedwigenkoog
- Heede
- Heide
- Heidekamp
- Heidgraben
- Heidmoor
- Heidmühlen
- Heikendorf
- Heiligenhafen
- Heiligenstedten
- Heiligenstedtenerkamp
- Heilshoop
- Heinkenborstel
- Heist
- Helgoland
- Hellschen-Heringsand-Unterschaar
- Helmstorf
- Helse
- Hemdingen
- Hemme
- Hemmingstedt
- Hennstedt (Dithmarschen)
- Hennstedt (Steinburg)
- Henstedt-Ulzburg
- Heringsdorf
- Herzhorn
- Hetlingen
- Hillgroven
- Hingstheide
- Hitzhusen
- Hochdonn
- Hodorf
- Hoffeld
- Högel
- Högersdorf
- Högsdorf
- Hohenaspe
- Hohenfelde (Kr. Plön)
- Hohenfelde (Steinburg)
- Hohenfelde (Stormarn)
- Hohenhorn
- Hohenlockstedt
- Hohenwestedt
- Hohn
- Höhndorf
- Hohwacht (Ostsee)
- Hoisdorf
- Hollenbek
- Hollingstedt (bei Delve)
- Hollingstedt (Treene)
- Holm (Kr. Pinneberg)
- Holm (Nordfriesland)
- Holstenniendorf
- Holt
- Holtsee
- Holzbunge
- Holzdorf
- Honigsee
- Hornbek
- Hörnum (Sylt)
- Horst (Holstein)
- Horst (Lauenburg)
- Horstedt
- Hörsten
- Hörup
- Hövede
- Hude
- Huje
- Hummelfeld
- Humptrup
- Hürup
- Husby
- Hüsby
- Husum
- Hüttblek
- Hütten

### I
- Idstedt
- Immenstedt (bei Albersdorf)
- Immenstedt (Nordfriesland)
- Itzehoe
- Itzstedt

### J
- Jagel
- Jahrsdorf
- Janneby
- Jardelund
- Jerrishoe
- Jersbek
- Jevenstedt
- Joldelund
- Jörl
- Jübek
- Juliusburg

### K
- Kaaks
- Kabelhorst
- Kaisborstel
- Kaiser-Wilhelm-Koog
- Kaltenkirchen
- Kalübbe
- Kampen (Sylt)
- Kankelau
- Kappeln
- Karby
- Karlum
- Karolinenkoog
- Kasseburg
- Kasseedorf
- Kastorf
- Katharinenheerd
- Kattendorf
- Kayhude
- Kellenhusen (Ostsee)
- Kellinghusen
- Kiebitzreihe
- Kiel
- Kirchbarkau
- Kirchnüchel
- Kirchspiel Garding
- Kisdorf
- Kittlitz
- Klamp
- Klanxbüll
- Klappholz
- Klein Barkau
- Klein Bennebek
- Klein Gladebrügge
- Klein Nordende
- Klein Offenseth-Sparrieshoop
- Klein Pampau
- Klein Rheide
- Klein Rönnau
- Klein Wesenberg
- Klein Wittensee
- Klein Zecher
- Klempau
- Kletkamp
- Kleve (Dithmarschen)
- Kleve (Kr. Steinburg)
- Klinkrade
- Klixbüll
- Koberg
- Köhn
- Koldenbüttel
- Kolkerheide
- Kollmar
- Kollmoor
- Kölln-Reisiek
- Kollow
- Königshügel
- Kosel
- Köthel (Lauenburg)
- Köthel (Stormarn)
- Kotzenbüll
- Krempdorf
- Krempe
- Krempel
- Kremperheide
- Krempermoor
- Krems II
- Krogaspe
- Krokau
- Kronprinzenkoog
- Kronsgaard
- Kronshagen
- Kronsmoor
- Kropp
- Kröppelshagen-Fahrendorf
- Krukow
- Krummbek
- Krummendiek
- Krummesse
- Krummwisch
- Krumstedt
- Krüzen
- Kuddewörde
- Kuden
- Kudensee
- Kühren
- Kühsen
- Kükels
- Kulpin
- Kummerfeld

### L
- Labenz
- Laboe
- Ladelund
- Lägerdorf
- Lammershagen
- Landrecht
- Landscheide
- Langballig
- Langeln
- Langeneß
- Langenhorn
- Langenlehsten
- Langstedt
- Langwedel
- Lankau
- Lanze
- Lasbek
- Latendorf
- Lauenburg/Elbe
- Lebrade
- Leck
- Leezen
- Lehe
- Lehmkuhlen
- Lehmrade
- Lensahn
- Lentföhrden
- Lexgaard
- Lieth
- Linau
- Lindau
- Linden
- Lindewitt
- List auf Sylt
- Lockstedt
- Lohbarbek
- Lohe-Föhrden
- Lohe-Rickelshof
- Loit
- Looft
- Loop
- Loose
- Löptin
- Lottorf
- Löwenstedt
- Lübeck
- Lüchow
- Luhnstedt
- Lunden
- Lürschau
- Lütau
- Lütjenburg
- Lütjenholm
- Lütjensee
- Lütjenwestedt
- Lutterbek
- Lutzhorn

### M
- Maasholm
- Malente
- Manhagen
- Marne
- Marnerdeich
- Martensrade
- Mechow
- Meddewade
- Medelby
- Meezen
- Meggerdorf
- Mehlbek
- Meldorf
- Melsdorf
- Meyn
- Midlum
- Mielkendorf
- Mildstedt
- Mittelangeln
- Möhnsen
- Mohrkirch
- Molfsee
- Mölln
- Mönkeberg
- Mönkhagen
- Mönkloh
- Moordiek
- Moorhusen
- Moorrege
- Mörel
- Mözen
- Mucheln
- Mühbrook
- Mühlenbarbek
- Mühlenrade
- Munkbrarup
- Münsterdorf
- Müssen
- Mustin

### N
- Nahe
- Nebel
- Negenharrie
- Negernbötel
- Nehms
- Nehmten
- Neritz
- Nettelsee
- Neuberend
- Neudorf-Bornstein
- Neu Duvenstedt
- Neuenbrook
- Neuendeich
- Neuendorf b. Elmshorn
- Neuendorf-Sachsenbande
- Neuengörs
- Neuenkirchen
- Neufeld
- Neufelderkoog
- Neukirchen (Nordfriesland)
- Neukirchen (Ostholstein)
- Neumünster
- Neustadt in Holstein
- Neuwittenbek
- Neversdorf
- Nieblum
- Niebüll
- Nieby
- Nienborstel
- Nienbüttel
- Niendorf a. d. St.
- Niendorf bei Berkenthin
- Nienwohld
- Niesgrau
- Nindorf (bei Hohenwestedt)
- Nindorf (bei Meldorf)
- Noer
- Norddeich
- Norddorf auf Amrum
- Norderbrarup
- Norderfriedrichskoog
- Norderheistedt
- Nordermeldorf
- Norderstedt
- Norderwöhrden
- Nordhackstedt
- Nordhastedt
- Nordstrand
- Norstedt
- Nortorf
- Nortorf (Steinburg)
- Nottfeld
- Nübbel
- Nübel
- Nusse
- Nutteln
- Nützen

### O
- Ockholm
- Odderade
- Oelixdorf
- Oering
- Oersberg
- Oersdorf
- Oeschebüttel
- Oesterdeichstrich
- Oesterwurth
- Oevenum
- Oeversee
- Offenbüttel
- Oldenborstel
- Oldenburg in Holstein
- Oldenbüttel
- Oldendorf
- Oldenhütten
- Oldenswort
- Oldersbek
- Olderup
- Oldsum
- Osdorf
- Ostenfeld (Husum)
- Ostenfeld (Rendsburg)
- Osterby (Kr. Rendsburg-Eckernförde)
- Osterby (Kr. Schleswig-Flensburg)
- Osterhever
- Osterhorn
- Oster-Ohrstedt
- Osterrade
- Osterrönfeld
- Osterstedt
- Ostrohe
- Oststeinbek
- Ottenbüttel
- Ottendorf
- Owschlag

### P
- Padenstedt
- Pahlen
- Panker
- Panten
- Passade
- Peissen
- Pellworm
- Pinneberg
- Plön
- Pogeez
- Poggensee
- Pohnsdorf
- Pölitz
- Pommerby
- Poppenbüll
- Pöschendorf
- Postfeld
- Poyenberg
- Prasdorf
- Preetz
- Prinzenmoor
- Prisdorf
- Probsteierhagen
- Pronstorf
- Puls

### Q
- Quarnbek
- Quarnstedt
- Quickborn (Dithmarschen)
- Quickborn (Kr. Pinneberg)

### R
- Raa-Besenbek
- Rabel
- Rabenholz
- Rabenkirchen-Faulück
- Rade (Steinburg)
- Rade b. Hohenwestedt
- Rade b. Rendsburg
- Ramhusen
- Ramstedt
- Rantrum
- Rantzau
- Rastorf
- Ratekau
- Rathjensdorf
- Ratzeburg
- Rausdorf
- Reesdorf
- Reher
- Rehhorst
- Rehm-Flehde-Bargen
- Reinbek
- Reinfeld (Holstein)
- Reinsbüttel
- Rellingen
- Remmels
- Rendsburg
- Rendswühren
- Rethwisch (Steinburg)
- Rethwisch (Stormarn)
- Reußenköge
- Rickert
- Rickling
- Riepsdorf
- Rieseby
- Ringsberg
- Risum-Lindholm
- Ritzerau
- Rodenäs
- Rodenbek
- Rohlstorf
- Römnitz
- Rondeshagen
- Rosdorf
- Roseburg
- Rügge
- Ruhwinkel
- Rumohr
- Rümpel

### S
- Sahms
- Salem
- Sandesneben
- Sankt Annen
- Sankt Margarethen
- Sankt Michaelisdonn
- Sankt Peter-Ording
- Sarlhusen
- Sarzbüttel
- Saustrup
- Schaalby
- Schacht-Audorf
- Schackendorf
- Schafflund
- Schafstedt
- Schalkholz
- Scharbeutz
- Schashagen
- Scheggerott
- Schellhorn
- Schenefeld (Kr. Pinneberg)
- Schenefeld (Kr. Steinburg)
- Schieren
- Schierensee
- Schillsdorf
- Schinkel
- Schiphorst
- Schlesen
- Schleswig
- Schlichting
- Schlotfeld
- Schmalensee
- Schmalfeld
- Schmalstede
- Schmedeswurth
- Schmilau
- Schnakenbek
- Schnarup-Thumby
- Schönbek
- Schönberg (Holstein)
- Schönberg (Lauenburg)
- Schönhorst
- Schönkirchen
- Schönwalde am Bungsberg
- Schretstaken
- Schrum
- Schuby
- Schulendorf
- Schülldorf
- Schülp (Dithmarschen)
- Schülp b. Nortorf
- Schülp b. Rendsburg
- Schürensöhlen
- Schwabstedt
- Schwartbuck
- Schwarzenbek
- Schwedeneck
- Schwentinental
- Schwesing
- Schwissel
- Seedorf (Kr. Segeberg)
- Seedorf (Lauenburg)
- Seefeld
- Seester
- Seestermühe
- Seeth
- Seeth-Ekholt
- Sehestedt
- Selent
- Selk
- Seth
- Siebenbäumen
- Siebeneichen
- Siek
- Sierksdorf
- Sierksrade
- Sievershütten
- Sieverstedt
- Silberstedt
- Silzen
- Simonsberg
- Sirksfelde
- Sollerup
- Sollwitt
- Sommerland
- Sönnebüll
- Sophienhamm
- Sören
- Sörup
- Sprakebüll
- Stadum
- Stafstedt
- Stakendorf
- Stangheck
- Stapel
- Stapelfeld
- Stedesand
- Steenfeld
- Stein
- Steinberg
- Steinbergkirche
- Steinburg
- Steinfeld
- Steinhorst
- Stelle-Wittenwurth
- Sterley
- Sterup
- Stipsdorf
- Stockelsdorf
- Stocksee
- Stolk
- Stolpe
- Stoltebüll
- Stoltenberg
- Stördorf
- Störkathen
- Strande
- Strübbel
- Struckum
- Strukdorf
- Struvenhütten
- Struxdorf
- Stubben
- Stuvenborn
- Süderau
- Süderbrarup
- Süderdeich
- Süderdorf
- Süderende
- Süderfahrenstedt
- Süderhackstedt
- Süderhastedt
- Süderheistedt
- Süderhöft
- Süderlügum
- Südermarsch
- Sülfeld
- Süsel
- Sylt

### T
- Taarstedt
- Tackesdorf
- Talkau
- Tangstedt (Kr. Pinneberg)
- Tangstedt (Stormarn)
- Tappendorf
- Tarbek
- Tarp
- Tasdorf
- Tating
- Techelsdorf
- Tellingstedt
- Tensbüttel-Röst
- Tensfeld
- Tetenbüll
- Tetenhusen
- Thaden
- Thumby
- Tielen
- Tielenhemme
- Timmaspe
- Timmendorfer Strand
- Tinningstedt
- Todenbüttel
- Todendorf
- Todesfelde
- Tolk
- Tönning
- Tornesch
- Tramm
- Trappenkamp
- Travenbrück
- Travenhorst
- Traventhal
- Treia
- Tremsbüttel
- Trennewurth
- Trittau
- Tröndel
- Tümlauer-Koog
- Tüttendorf
- Twedt

### U
- Uelsby
- Uelvesbüll
- Uetersen
- Ulsnis
- Uphusum
- Utersum

### V
- Vaale
- Vaalermoor
- Viöl
- Vollerwiek
- Vollstedt
- Volsemenhusen

### W
- Waabs
- Wacken
- Wagersrott
- Wahlstedt
- Wahlstorf
- Wakendorf I
- Wakendorf II
- Walksfelde
- Wallen
- Wallsbüll
- Wanderup
- Wangelau
- Wangels
- Wankendorf
- Wapelfeld
- Warder
- Warnau
- Warringholz
- Warwerort
- Wasbek
- Wattenbek
- Weddelbrook
- Weddingstedt
- Wedel
- Weede
- Wees
- Weesby
- Welmbüttel
- Welt
- Wendtorf
- Wennbüttel
- Wenningstedt-Braderup (Sylt)
- Wensin
- Wentorf (Amt Sandesneben)
- Wentorf bei Hamburg
- Wesenberg
- Wesselburen
- Wesselburener Deichhausen
- Wesselburenerkoog
- Wesseln
- Westensee
- Westerau
- Westerborstel
- Westerdeichstrich
- Westerhever
- Westerholz
- Westerhorn
- Westermoor
- Wester-Ohrstedt
- Westerrade
- Westerrönfeld
- Westre
- Wewelsfleth
- Wiedenborstel
- Wiemersdorf
- Wiemerstedt
- Wiershop
- Willenscharen
- Wilster
- Windbergen
- Windeby
- Winnemark
- Winnert
- Winseldorf
- Winsen
- Wisch (Holstein)
- Wisch (Nordfriesland)
- Witsum
- Wittbek
- Wittdün auf Amrum
- Wittenbergen
- Wittenborn
- Wittmoldt
- Witzeeze
- Witzhave
- Witzwort
- Wobbenbüll
- Wohlde
- Wohltorf
- Wöhrden
- Wolmersdorf
- Woltersdorf
- Worth
- Wrist
- Wrixum
- Wrohm
- Wulfsmoor
- Wyk auf Föhr

### Z
- Zarpen
- Ziethen